# Сроковський Володимир
Володимир Сроковський (27 жовтня 1879 — 5 квітня 1916) — український військовий діяч, командант сотні Легіону Українських січових стрільців.

## Життєпис
У 1914 приєднався до УСС, очолював одну із сотень на час хвороби Никифора Гірняка. 
28 жовтня сотня Володимира Сроковського в запеклому бою відбила в росіян гору Ключ біля Сколього.
Учасник цього бою так описував його перебіг: 
| «Стрільців щораз меншає. Одні поранені, інші вбиті. Нарешті головний приступ. Усі вцілілі швидко біжать уперед. Москалі подалися назад… одначе не всі це роблять. Багато москалів вискочило з окопів та наставило багнети проти нас; але стрільці в одну мить потрощили їм голови… Земля, червона від крові, густо вкрилася московськими трупами. Нарешті ми взяли московські окопи».[1] |
При цьому 13 стрільців загинули, 14 було поранено, між ними і командант сотні, якого замінив 3енон Носковський.
Помер 5 квітня 1916 року в місті Меран (Тіроль). 7 квітня був похований на міському цвинтарі Мерана.